# Schlechten

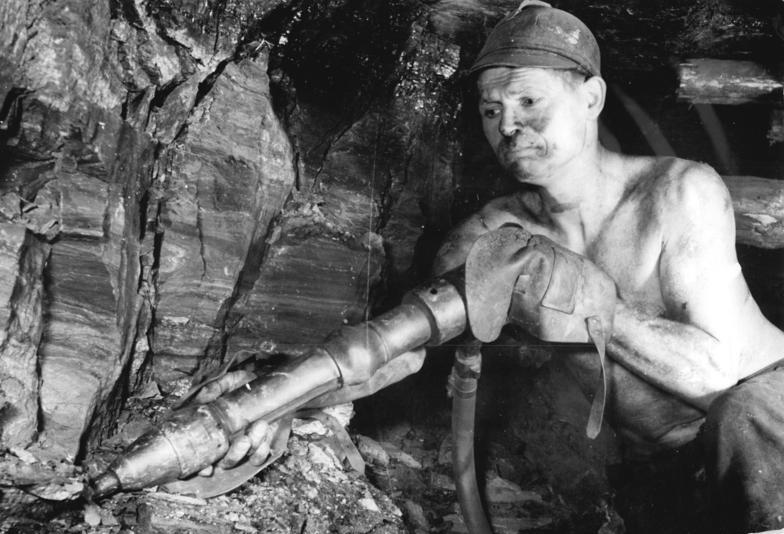
Kohlengewinnung mit dem Abbauhammer

Schlechten sind natürliche Trennflächen des Flözkörpers. Sie treten hauptsächlich in Steinkohlenflözen, aber auch in der oberbayerischen Pechkohle auf.

## Entstehung
Schlechten entstehen bei der tektonischen Beanspruchung einer sedimentären Lagerstätte durch Gebirgsbildungsprozesse infolge des auf den Flözkörper einwirkenden Gebirgsdrucks. Sie durchziehen den Flözkörper in verschiedenen Richtungen. In der Praxis wird zwischen Druck- und Dehnungsschlechten unterschieden. Druckschlechten haben glatte und glänzende Rutschflächen, Dehnungsschlechten einen feinen Belag aus Kohlenstaub oder Kalkspat.
Schlechten, die sich im Nebengestein fortsetzen, werden Klüfte genannt.

## Bedeutung bei der Kohlengewinnung
Als die Kohle noch hauptsächlich manuell mit der Keilhaue oder dem Abbauhammer gewonnen wurde, im „Handstreb“, war die Lage der Schlechten entscheidend für die individuelle Arbeitsgestaltung der Häuer. Zu Beginn der Schicht musste der Hauer zunächst über das Fördermittel (Schüttelrutsche oder Panzerförderer) einen Einbruch in der Strebfront herstellen. Danach arbeitete er sich rechtwinklig zum Einbruch, parallel zum Förderer bis zum Einbruch des nächsten Hauers. Je nachdem, wie die Schlechten zur Arbeitsrichtung liegen, lässt sich die Kohle leichter oder schwerer aus dem Gebirgsverbund lösen (die Kohle „geht“, „Kohlengang“). Dies wirkte sich unmittelbar auf die Menge der in einer Mannschicht geförderten Kohle aus.

### Arbeit parallel zu den Schlechten
Wird der Kohlenstoß parallel zu den Schlechten gestellt, so löst sich die Kohle am leichtesten. Allerdings können sich große Blöcke (Riegel) ablösen und die Schlechten unter Umständen bis ins Hangende aufreißen. Letzteres ist unerwünscht, da unnötig Berge anfallen und das Dach zusätzlich ausgebaut werden muss. Bei relativ weicher Kohle kommt noch ein erhöhter Feinkohleanfall hinzu.

### Arbeit quer zu den Schlechten
Stellt man den Kohlenstoß quer zu den Schlechten, so bricht die Kohle schlecht und der Hauer „macht sich tot“, ohne wirklich voranzukommen.

### Arbeit schräg zu den Schlechten
Dies ist die effektivste Methode, bei der sowohl die Kohle gut bricht als auch die Gefahr des Aufreißens des Hangenden vermieden wird. Am günstigsten ist ein spitzer Winkel zwischen den Schlechten und dem Kohlenstoß.

### Heutige Situation

Maschinenstreb mit Walzenschrämlader

Da der manuelle Abbau (zumindest in den Industriestaaten) nahezu vollständig Vergangenheit ist und der vollmechanisierte Abbau, entweder Strebbau („Maschinenstreb“) mit dem Walzenschrämlader, dem Kohlenhobel oder (in den USA) Kammerpfeilerbau dem Continuous Miner die ausschließliche Abbaumethode ist, haben Schlechten heute kaum noch praktische Bedeutung. Moderne Strebe werden so konzipiert, dass die Maschinen am effektivsten eingesetzt werden können, und ob die Kohle gut oder weniger gut geht, spielt für eine Maschine keine Rolle.